# Albert Büttner (Geistlicher)
Albert Büttner (* 3. September 1900 in Frankfurt-Oberrad; † 8. Mai 1967 in Bonn) war ein deutscher Priester.

## Leben
1923 nach der Priesterweihe wurde er zunächst Kaplan in Höhr, 1925 dann in Lorch. Ab 1931 führte er dort, als Koadjutor des schwer erkrankten Pfarrers, eigenständig die Pfarrei. Ab 1933 war er als Jugendpfarrer für Frankfurt am Main eingesetzt. 1935 wurde er Generalsekretär und Reichspräses des Kolpingwerkes in Köln, dann 1937 Leiter des Reichsverbandes für das katholische Deutschtum im Ausland. Nach dem Krieg 1945 wurde er Leiter der Kirchlichen Hilfsstelle für die deutschen Flüchtlinge in Frankfurt am Main, 1951 schließlich Leiter des Katholischen Auslandssekretariates. 1955 wurde ihm vom Papst der Ehrentitel Päpstlicher Hausprälat verliehen. Ab 1961 war er außerordentlicher Professor an der Katholischen Universität Bogotá. 1962 wurde ihm, als höchste päpstliche Auszeichnung, der Titel Apostolischer Protonotar verliehen. Er starb 1967 und wurde auf seinen Wunsch hin in Lorch (Rheingau) beigesetzt.

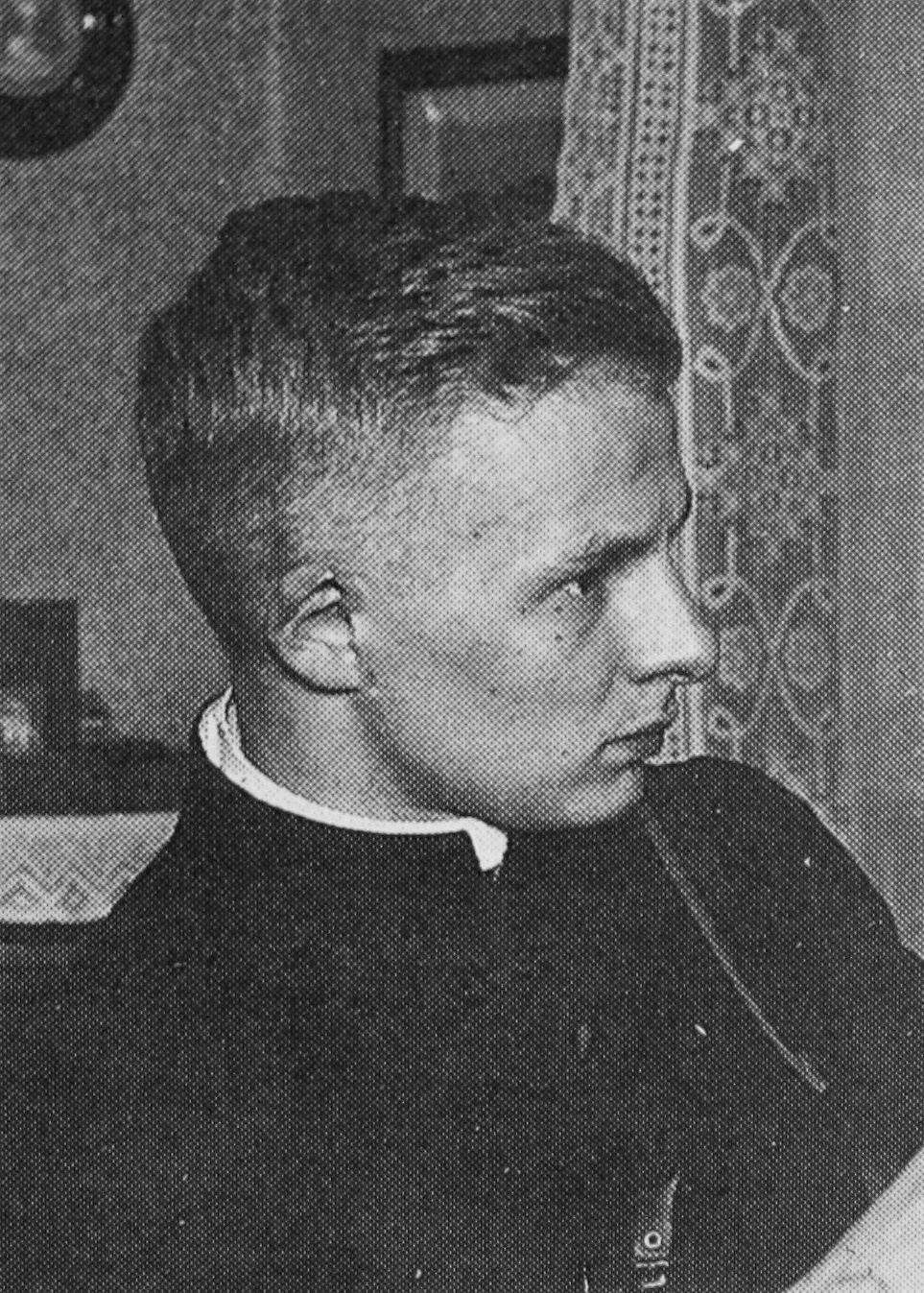
Kaplan Albert Büttner, Lorch, ca. 1926
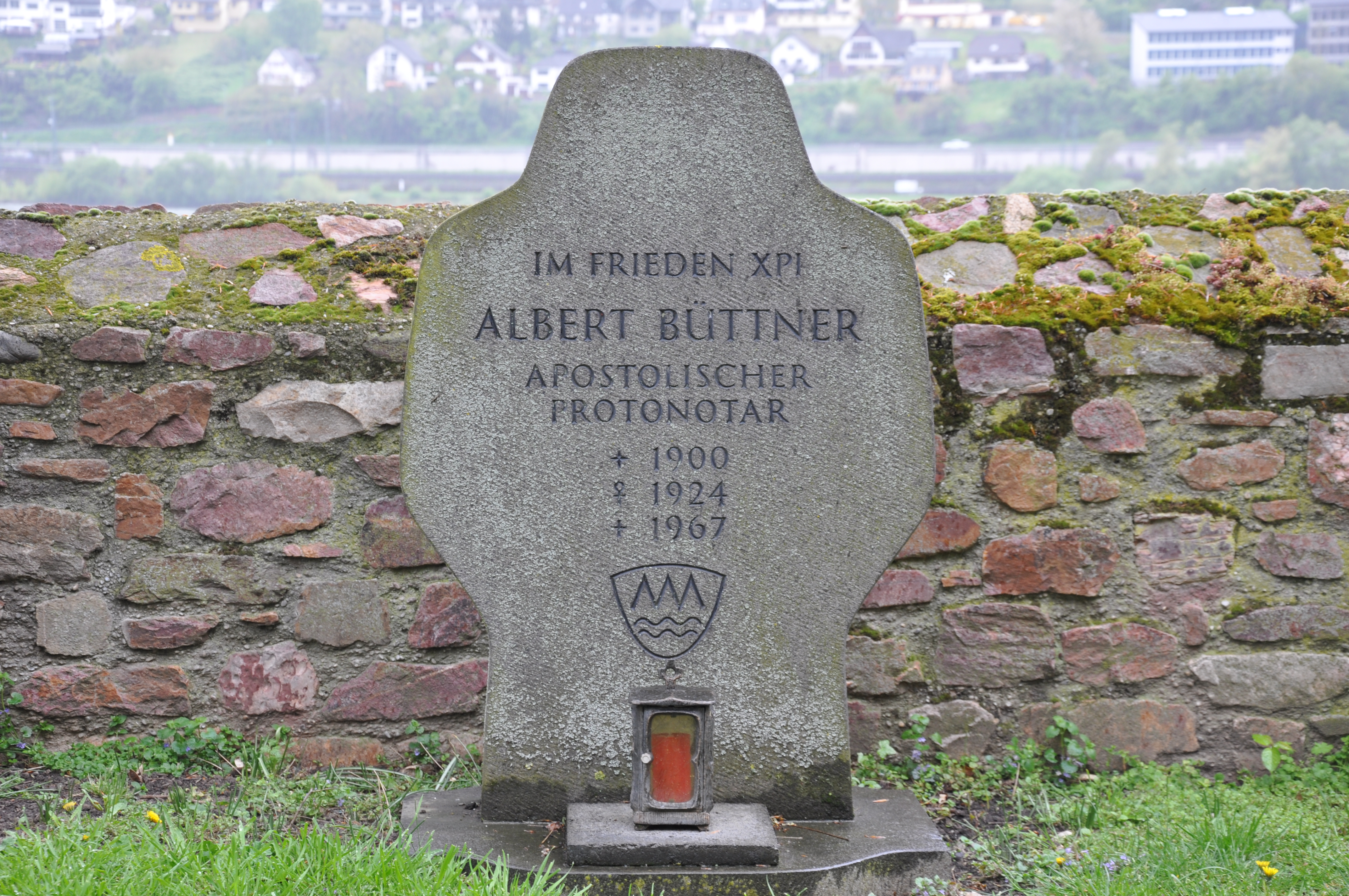
Albert Büttners Grabstein, nach Ablauf der Ruhefrist, aufgestellt als Gedenkstein neben der Lorcher St. Martinskirche.

## Schriften (Auswahl)
- Adolf Kolping. Predigtmaterial über Adolf Kolping. Köln 1937, OCLC 72153915.
- Hg.: Festbuch zum 20jährigen Bestehen des Reichsverbandes für das katholische Deutschtum im Ausland und zum silbernen Bischofs-Jubiläum seines Schirmherrn Bischof Dr. Wilhelm Berning, Osnabrück. Berlin 1939, OCLC 721054491.
- Religionsbuch. Katechismus, Biblische Geschichte, Kirchengeschichte. Berlin 1942, OCLC 631631118.
- Die Sorge der Kirche für die Ausgewanderten. Rundfunkvortrag für den Südwestdeutschen Rundfunk. Beuel 1956, OCLC 72827094.